# 향혼녀
향혼녀(香魂女: Woman Sesame Oil Maker)는 중국에서 제작된 사비 감독의 1993년 영화이다. 스친가오와 등이 주연으로 출연하였다. 영국에서는 Women from the Lake of Scented Souls라는 제목으로 개봉되었고 근래에 DVD로 Woman Sesame Oil Maker라는 제목으로 출시되었다.
이 영화는 1993년에 제43회 베를린 국제 영화제에서 황금곰상을 수상했으며 리안의 결혼 피로연과 공동 수상하였다.

## 출연

### 주연
- 스친가오와

### 조연
- 오우연
- 뢰각생
- 진보국

## 제작진
- 원작자: 주대신

## 한국어 더빙 성우진(MBC, 1995년 11월 15일)
- 최성우 - 향이댁 (스친가오와)
- 정희선
- 이도련
- 탁재인
- 박영희
- 이종혁
- 배주영
- 안장혁
- 안지환
- 이승현
- 조예신
- 박조호
- 변종필
- 유은숙
- 윤복성
- 이영란